# Pofoncsata
A Pofoncsata (eredeti cím: Fist Fight) 2017-ben bemutatott amerikai filmvígjáték, amelyet Van Robichauxés Evan Susser forgatókönyvéből Richie Keen rendezett. A főbb szerepekben Ice Cube, Charlie Day, Tracy Morgan, Jillian Bell, Dean Norris, Christina Hendricks, Kumail Nanjiani és Dennis Haysbert látható.
Az Amerikai Egyesült Államokban 2017. február 17-én mutatta be a Warner Bros. Pictures. Magyarországon 2017. február 16-án került mozikba az InterCom Zrt. forgalmazásában.

## Cselekmény
Andy Campbell tanárként dolgozik egy olyan iskolában, ahol a diákok fegyelmezetlenek és nem tartják be a szabályokat. Egyik kollégája Mr. Strickland, egy megfélemlítő és rosszindulatú tanársegéd, aki, miután egy diákja megtréfálta, dühbe gurul, és egy fejszével szétveri a tanuló íróasztalát. A kirúgás kockázatával szembesülve, ha nem árulják el, mi történt, Campbell bevallja az iskola igazgatójának, mit tett a másik tanár, ami miatt Strickland elveszíti állását. Strickland emiatt kihívja Campbellt egy verekedésre, aminek híre gyorsan elterjed az iskolában.

## Szereplők
| Szereplő               | Színész             | Magyar hang      |
| ---------------------- | ------------------- | ---------------- |
| Ron Strickland         | Ice Cube            | Szabó Győző      |
| Andy Campbell          | Charlie Day         | Rajkai Zoltán    |
| Crawford edző          | Tracy Morgan        | Törköly Levente  |
| Holly                  | Jillian Bell        | Murányi Tünde    |
| Ms. Monet              | Christina Hendricks | Kovács Patrícia  |
| Mehar                  | Kumail Nanjiani     | Kaszás Gergő     |
| Richard Tyler igazgató | Dean Norris         | Benkő Péter      |
| Neil                   | Austin Zajur        | Molnár Áron      |
| Johnson tanfelügyelő   | Dennis Haysbert     | Bognár Tamás     |
| Maggie                 | JoAnna Garcia       | Gubás Gabi       |
| Ally                   | Alexa Nisenson      | Stern Hanna      |
| Segélyhívó diszpécsere | Kym Whitley         | Kocsis Mariann   |
| Daniel                 | Max Carver          |                  |
| Nathaniel              | Charlie Carver      | Penke Bence      |
| Suzie                  | Stephnie Weir       | Czifra Krisztina |

### Magyar változat
- Főcím: Bozai József
- Magyar szöveg: Heltai Olga
- Hangmérnök: Tóth Péter Ákos
- Rendezőasszisztens és vágó: Sári-Szemerédi Gabriella
- Gyártásvezető: Kincses Tamás
- Szinkronrendező: Nikodém Zsigmond

A szinkront a Mafilm Audio Kft. készítette el. 

## A film készítése
2013 decemberében bejelentették, hogy a New Line Cinema fejleszti a Pofoncsata című vígjátékot, amelyet Van Robichaux és Evan Susser írtak. 2015. június 9-én Ice Cube és Charlie Day csatlakozott a szereplőgárdához; a filmet a 21 Laps Entertainment készítette Shawn Levy, Billy Rosenberg és Max Greenfield produceri közreműködésével. Július 10-én megerősítették, hogy Richie Keen fogja rendezni a filmet, Dan Cohen pedig szintén producerként dolgozik majd rajta. 2015. szeptember 15-én Jillian Bell és Dean Norris is bekerült a szereplők közé, majd szeptember 21-én Tracy Morgan, JoAnna Garcia és Dennis Haysbert is csatlakozott a stábhoz. Szeptember 25-én Christina Hendricks szereplését is bejelentették, később pedig Kym Whitley is megerősítést nyert a film szereplői között.
A film forgatása 2015. szeptember 28-án kezdődött a Georgia állambeli Atlantában és 2015. november 23-án ért véget.

## Fogadtatás

### Bevételi adatok
A Pofoncsata 32,2 millió dollárt hozott az Amerikai Egyesült Államokban és Kanadában, 8,9 millió dollárt más területeken, ami világszerte 41,1 millió dolláros bevételt eredményezett.
Észak-Amerikában 2017. február 17-én mutatták be Az egészség ellenszere és A nagy fal mellett, és eredetileg 15-20 millió dolláros bevételt vártak tőle a nyitóhétvégén 3184 moziból. Miután a csütörtök esti előzetesekből 600 000 dollárt és az első napon 3,8 millió dollárt hozott, az előrejelzéseket 10-12 millió dollárra csökkentették. A film 12,2 millió dollárral nyitott, és az 5. helyen végzett a jegypénztáraknál.

### Kritikai visszhang
A Rotten Tomatoes weboldalon 25%-os értékelést kapott 134 kritika alapján, az átlagos értékelése 4,1 pont a 10-ből. Az oldal szöveges összefoglalója szerint: „A Pofoncsata büszkélkedhet a vígjátéki izomtöbblettel, de mégis lassan pereg, és a túl kevés vicce sem elég ahhoz, hogy rögzülni tudjon.” A Metacritic oldalán a film 100-ból 37 pontot kapott (28 kritika alapján), ami általánosságban „kedvezőtlen kritikát” jelent. A CinemaScore által megkérdezett közönség átlagosan „B” osztályzatot adott a filmnek egy A+-tól F-ig terjedő skálán.
Glenn Kenny a RogerEbert.com oldalán a 4-ből 3 csillagot adott a filmre, mondván: „A Pofoncsata legalább egy kicsit kiáll a történetmesélés mellett.” Ezzel szemben Richard Roeper a négyből nulla csillagot adott a filmre, és azt írta, annyira nem tetszett neki a film, hogy azt kívánta, bárcsak egy technikai hiba megzavarná a vetítést. Mark Kermode brit filmkritikus így jellemezte a filmet: "silányan megírt, rikácsolóan előadott, durva, otromba, kitartást próbáló... Ez egy hulladék."